# Vryburg
Vryburg è una città del Sudafrica facente parte della Provincia del Nordovest; situata nella Municipalità locale di Naledi è la sede amministrativa della Municipalità distrettuale di Dr Ruth Segomotsi Mompati.

## Storia
La città fu fondata il 20 settembre 1882 con il nome di Endvogelfontein e il 15 novembre dello stesso anno venne chiamata Vryburg, dal nome dei suoi cittadini che si chiamavano Vryburgers (cittadini liberi). Nel mese di dicembre, dello stesso anno, la terra intorno alla città fu divisa tra i volontari che avevano partecipato alla nascita della stessa. Nel mese di febbraio 1883 nacquero circa 400 fattorie. Il 16 agosto 1883 l'amministratore Gerrit Jacobus van Niekerk proclamò la Repubblica di Stellaland con Vryburg come capitale e con lui stesso come presidente. Questa nuova repubblica fu annessa al Protettorato del Bechuanaland nel 1885.

## Economia
Vryburg oltre ad essere la sede legislativa e amministrativa della Municipalità distrettuale di Dr Ruth Segomotsi Mompati, ne è anche il maggior centro industriale e agricolo. In questa città si trova il più grande centro per il commercio di bovini di tutto l'Emisfero australe, con una movimentazione di 250.000 capi di bovini all'anno. Per questo motivo è stata soprannominata la Texas del Sud Africa. 

## Infrastrutture e trasporti

### Strade
La città è attraversata dall'autostrada N14 che collega Pretoria a Springbok.

### Ferrovie
È  collegata ai più grandi centri del paese con un ottimo sistema ferroviario trovandosi sulla linea ferroviaria che collega Città del Capo al Botswana ed allo Zimbabwe.